# Bouchagroune
Bouchagroune (en arabe بوشڨرون et en tifinagh ⴱⵓⵛⴻⴳⵔⵓⵏ) est une commune de la Daïra de Tolga dans la wilaya de Biskra. La commune fait partie du Zab occidental au sein de la palmeraie des Zibans en Algérie au contact des Aurès et du Sahara. L'économie de la commune a longtemps reposé sur la datte deglet nour mais se diversifie aujourd'hui notamment dans les cultures maraîchères. La commune change rapidement et passe du statut de village dans les années 70 voire 80 au statut de gros bourg voire de ville aujourd'hui. La ville ou agro-ville fait partie de ces communes dynamiques des Zibans qui constituent désormais le deuxième foyer producteur de légumes du pays.

## Administration
| Période                                  | Période | Identité        | Étiquette | Qualité |
| ---------------------------------------- | ------- | --------------- | --------- | ------- |
| 2016                                     | 2020    | Mourad Ramdhani | RND       |         |
| Les données manquantes sont à compléter. |         |                 |           |         |